# Сибај
Сибај (рус. Сибай) град је у Русији у републици Башкортостан. Према попису становништва из 2010. у граду је живело 62.732 становника.

## Становништво
Према прелиминарним подацима са пописа, у граду је 2010. живело 62.732 становника, 3.650 (6,18%) више него 2002.
| 1939. | 1959.  | 1970.  | 1979.  | 1989.  | 2002.  | 2010.  |
| ----- | ------ | ------ | ------ | ------ | ------ | ------ |
| 2.396 | 28.822 | 37.656 | 40.294 | 47.257 | 59.082 | 62.763 |